# NGC 2963
NGC 2963 је спирална галаксија у сазвежђу Змај која се налази на NGC листи објеката дубоког неба.
Деклинација објекта је + 72° 57' 52" а ректасцензија 9h 47m 49,8s. Привидна величина (магнитуда) објекта NGC 2963 износи 13,5 а фотографска магнитуда 14,3. NGC 2963 је још познат и под ознакама UGC 5222, MCG 12-10-3, MK 122, IRAS 09431+7311, CGCG 333-3, CGCG 332-65, PGC 28155.